# Vítězslav Hornig
Vítězslav Hornig (Jilemnice, 26 de abril de 1999) es un deportista checo que compite en biatlón. Ganó una medalla de plata en el Campeonato Mundial de Biatlón de 2025, en la prueba de relevo mixto.

## Palmarés internacional
| Campeonato Mundial | Campeonato Mundial  | Campeonato Mundial | Campeonato Mundial |
| Año                | Lugar               | Medalla            | Prueba             |
| ------------------ | ------------------- | ------------------ | ------------------ |
| 2025               | Lenzerheide (Suiza) | Medalla de plata   | Relevo mixto       |